# Şiran
Şiran, auch Karaca, ist eine Stadt und zugleich Verwaltungszentrum des gleichnamigen Landkreises in der Provinz Gümüşhane im Nordosten der Türkei.

## Geographie

### Stadt
Şiran liegt zwischen Giresun, Erzincan und etwa 42 km südwestlich der Provinzstadt Gümüşhane. Şiran liegt etwa 80 Straßenkilometer südwestlich von der Provinzhauptstadt entfernt. Die im Stadtlogo vorhandene Jahreszahl (1877) dürfte auf das Jahr der Ernennung zur Stadtgemeinde (Belediye) hinweisen.
Şiran liegt in einem typischen wald- und wiesenreichen Tal. Die Bevölkerung ist in der Landwirtschaft beschäftigt.

### Landkreis
Der Landkreis Şiran bestand schon vor der Gründung der Türkischen Republik und wies zur ersten Volkszählung (1927) 12.508 in 77 Ortschaften auf. Er liegt im Südwesten der Provinz und grenzt im Norden an den Kreis Torul und im Osten an den Kreis Kelkit. Im Westen bildet die Provinz Giresun die Grenze, im Süden die Provinz Erzincan.
Der Landkreis besteht neben der Kreisstadt noch aus der Gemeinde (Belediye) Yeşilbük (2338 Einw.) sowie aus 64 Dörfern (Köy) mit durchschnittlich 79 Bewohnern. Das ist der geringste Durchschnitt für die Dörfer eines Kreises, der Provinzdurchschnitt liegt für die 318 Dörfer bei 111 Bewohnern. Selimiye ist mit 246 Einwohnern das größte Dorf. Die Dörfer  Bilgili und Örenkale sind seit 2018 Stadtviertel (Mahalle) der Kreisstadt.
Bis 1922 lebten im Norden des Landkreises pontische Griechen, die dann durch einen Bevölkerungsaustausch zwischen Griechenland und der Türkei Şiran verließen.

## Etymologie
Einige Quellen gehen davon aus, dass das Wort eine Abwandlung des ehemaligen griechischen Namens Khairena sei.

## Sport
Die Stadt Şiran hat mit dem Fußballverein Şiranspor seit den 1982er Jahren eine Fußballmannschaft, die die Region überwiegend in regionalen Amateurligen vertreten hat.

## Persönlichkeiten
- Özcan Yeniçeri (* 1954), türkischer Pädagoge und Politiker (MHP)
- Fikri Işık (* 1965), türkischer Politiker (AKP)